# Sportåret 1915

## Händelser

### Bandy
- 21 februari - IFK Uppsala blir svenska mästare genom att finalslå AIK med 2-0 på Albanobanan.[1]

### Baseboll
- 13 oktober - American League-mästarna Boston Red Sox vinner World Series med 4-1 i matcher över National League-mästarna Philadelphia Phillies.[2]

### Fotboll
- 3 januari - Baskien får ett inofficiellt fotbollslandslag, som i Bilbao besegrar Katalonien med 6-1.[3]
- 24 april - Sheffield United FC vinner FA-cupfinalen mot Chelsea FC med 3-0 på Old Trafford i Manchester.[4]
- 17 oktober – Djurgårdens IF blir svenska mästare efter finalseger med 4–1 över Örgryte IS. Matchen spelas på Stockholms stadion.[5]
- Okänt datum – IFK Göteborg vinner Svenska serien för tredje året i rad.

### Friidrott
- Edouard Fabre, Kanada vinner Boston Marathon.[6]

### Längdåkning
- SM på 30 km vinns av John Carlberg, Säfsnäs IF
- SM på 60 km vinns av Arvid Dahlberg, IFK Umeå.

### Motorsport
- Britten Dario Resta vinner Vanderbilt Cup med en Peugeot.

## Bildade föreningar och klubbar
- 7 februari, Landskrona BoIS[7] genom en sammanslagning av Diana och IFK Landskrona.

## Födda
- 4 juni – George 'Ran' Laurie, brittisk roddare, olympisk guldmedaljör.
- 30 december – Valter Nyström, svensk långdistanslöpare, Svenska Dagbladets guldmedalj 1952.

## Avlidna
- 9 maj – Anthony Wilding, 31, nyzeeländsk tennisspelare.

### Fotnoter
1. ↑  Erik Jonsson (21 februari 1915). ”1907–1919”. Svenska Bandyförbundet. Arkiverad från originalet den 14 februari 2015. https://web.archive.org/web/20150214185248/http://www.svenskbandy.se/BANDYFINALEN/HISTORIK/Svenskamastare/Herrar/1907-1919/. Läst 1 september 2011.
2. ↑  ”1915 World Series” (på engelska). Baseball-Reference.com. http://www.baseball-reference.com/postseason/1915_WS.shtml. Läst 16 juli 2015.
3. ↑  ”Basque Country (Euskadi) Autonomous Team Matches” (på engelska). RSSSF. http://www.rsssf.com/tablesb/bask-intres.html. Läst 20 augusti 2011.
4. ↑  ”England FA Challenge Cup 1914-1915” (på engelska). RSSSF. http://www.rsssf.com/tablese/engcup1915.html. Läst 19 augusti 2012.
5. ↑  Jimmy Lindahl (14 augusti 2000). ”Svenska mästare i fotboll 1896–1925”. Bolletinen. http://www.bolletinen.se/sfs/allsvenskan/sm1896.pdf. Läst 10 oktober 2011.
6. ↑  ”Boston Marathon”. Arkiverad från originalet den 27 april 2015. https://web.archive.org/web/20150427035419/http://www.baa.org/races/boston-marathon/boston-marathon-history/past-champions/past-mens-open-champions.aspx. Läst 9 april 2011.
7. ↑  Martin Alsiö (14 augusti 2004). ”De allsvenska klubbarnas födelsedagar”. Bolletinen. http://www.bolletinen.se/sfs/allsvenskan/grundades.pdf. Läst 18 februari 2015.